# Atletica leggera ai Giochi della XVI Olimpiade - 110 metri ostacoli

Video della Finale (film ufficiale dei Giochi)

La competizione dei 110 metri ostacoli maschili di atletica leggera ai Giochi della XVI Olimpiade si è disputata nei giorni 27 e 28 novembre 1956 al Melbourne Cricket Ground.

## L'eccellenza mondiale
| Campione olimpico 1952  | 13"7        | Harrison Dillard       | 7° ai Trials |
| Campione europeo 1954   | 14"4        | Evgenij Bulanchik      | Ritir. 1954  |
| Primatista mondiale     | 13”4 (1956) | Jack Davis             | Presente     |
| Vincitori selezioni USA | 13”8        | Lee Calhoun Jack Davis | Presente     |

## La gara
A Melbourne si ripropone la sfida già vissuta ai Trials tra Calhoun e Davis.

La prima semifinale è dominata da Jack Davis che vince in 14"0, con 4 decimi di vantaggio su Martin Lauer. La seconda è più combattuta: Lee Calhoun vince di un'incollatura sul connazionale Joel Shankle (14"0 per entrambi).

La finale è un testa a testa tra Davis e Calhoun; la spunta ancora una volta Calhoun, che si sporge con le spalle più in avanti del rivale. Per uno scherzo del destino, Calhoun aveva imparato il movimento in avanti con le spalle proprio da Davis.

Nonostante il vento contrario di -1,9 m/s, i due rivali stabiliscono il nuovo record olimpico.

## Risultati

### Turni eliminatori
| 4 Batterie   | 27 novembre | 24 partenti   | Si qualificano i primi 3. |
| 2 Semifinali | 28 novembre | 6 + 6         | Si qualificano i primi 3. |
| Finale       | 28 novembre | 6 concorrenti |                           |

### Batterie
| Pos. | Atleta            | Nazione     | Tempo Ufficiale | Tempo Ufficioso |
| ---- | ----------------- | ----------- | --------------- | --------------- |
| 1    | Jack Davis        | Stati Uniti | 14"0            | 14"17           |
| 2    | Edmond Roudnitska | Francia     | 14"3            | 14"49           |
| 3    | Ghulam Raziq      | Pakistan    | 14"5            | 14"65           |
| 4    | Eamonn Kinsella   | Irlanda     | 14"6            | 14"66           |
| 5    | Kenneth Doubleday | Australia   | 14"8            | 14"98           |
| 6    | Guillermo Zapata  | Colombia    | 15"3            | 15"58           |

| Pos. | Atleta                | Nazione       | Tempo Ufficiale | Tempo Ufficioso |
| ---- | --------------------- | ------------- | --------------- | --------------- |
| 1    | Lee Calhoun           | Stati Uniti   | 14"1            | 14"36           |
| 2    | Stanko Lorger         | Jugoslavia    | 14"6            | 14"75           |
| 3    | Jean-Claude Bernard   | Francia       | 14"7            | 14"88           |
| 4    | Frederick John Parker | Gran Bretagna | 14"8            | 15"00           |
| 5    | John Chittick         | Australia     | 14"9            | 15"18           |
| 6    | Kalim Khawaja Ghani   | Pakistan      | 16"1            | 16"32           |

| Pos. | Atleta             | Nazione          | Tempo Ufficiale | Tempo Ufficioso |
| ---- | ------------------ | ---------------- | --------------- | --------------- |
| 1    | Joel Shankle       | Stati Uniti      | 14"0            | 14"20           |
| 2    | Bert Steines       | Germania         | 14"3            | 14"59           |
| 3    | Danie Burger       | Sudafrica        | 14"4            | 14"59           |
| 4    | Anatolij Michajlov | Unione Sovietica | 14"5            | 14"63           |
| 5    | Keith Gardner      | Giamaica         | 14"6            | 14"65           |
| 6    | Bob Joyce          | Australia        | 14"7            | 15"02           |

| Pos. | Atleta             | Nazione          | Tempo Ufficiale | Tempo Ufficioso |
| ---- | ------------------ | ---------------- | --------------- | --------------- |
| 1    | Martin Lauer       | Germania         | 14"2            | 14"41           |
| 2    | Evaristo Iglesias  | Cuba             | 14"3            | 14"52           |
| 3    | Boris Stoljarov    | Unione Sovietica | 14"3            | 14"54           |
| 4    | Peter Hildreth     | Gran Bretagna    | 14"5            | 14"68           |
| 5    | Ioannis Kambadelis | Grecia           | 15"1            | 15"28           |
| 6    | Sri Chand Ram      | India            | 15"2            | 15"40           |

### Semifinali
| Pos. | Atleta            | Nazione     | Tempo Ufficiale | Tempo Ufficioso |
| ---- | ----------------- | ----------- | --------------- | --------------- |
| 1    | Jack Davis        | Stati Uniti | 14"0            | 14"28           |
| 2    | Martin Lauer      | Germania    | 14"4            | 14"57           |
| 3    | Stanko Lorger     | Jugoslavia  | 14"6            | 14"73           |
| 4    | Evaristo Iglesias | Cuba        | 14"6            | 14"73           |
| 5    | Edmond Roudnitska | Francia     | 14"9            | 14"87           |
| 6    | Danie Burger      | Sudafrica   | 15"0            | 14"95           |

| Pos. | Atleta              | Nazione          | Tempo Ufficiale | Tempo Ufficioso |
| ---- | ------------------- | ---------------- | --------------- | --------------- |
| 1    | Lee Calhoun         | Stati Uniti      | 14"0            | 14"18           |
| 2    | Joel Shankle        | Stati Uniti      | 14"0            | 14"23           |
| 3    | Boris Stoljarov     | Unione Sovietica | 14"5            | 14"64           |
| 4    | Bert Steines        | Germania         | 14"5            | 14"70           |
| 5    | Ghulam Raziq        | Pakistan         | 14"6            | 14"74           |
| 6    | Jean-Claude Bernard | Francia          | 14"6            | 14"78           |

### Finale
| Pos.    | Corsia | Atleta          | Età | Nazione          | Tempo Ufficiale | Tempo Ufficioso |
| ------- | ------ | --------------- | --- | ---------------- | --------------- | --------------- |
| Oro     | 2      | Lee Calhoun     | 23  | Stati Uniti      | 13"5            | 13"70           |
| Argento | 5      | Jack Davis      | 26  | Stati Uniti      | 13"5            | 13"73           |
| Bronzo  | 1      | Joel Shankle    | 23  | Stati Uniti      | 14"1            | 14"25           |
| 4       | 6      | Martin Lauer    | 19  | Germania         | 14"5            | 14"67           |
| 5       | 3      | Stanko Lorger   | 25  | Jugoslavia       | 14"5            | 14"68           |
| 6       | 4      | Boris Stoljarov | 24  | Unione Sovietica | 14"6            | 14"71           |